# Santi Bartolomeo ed Alessandro dei Bergamaschi

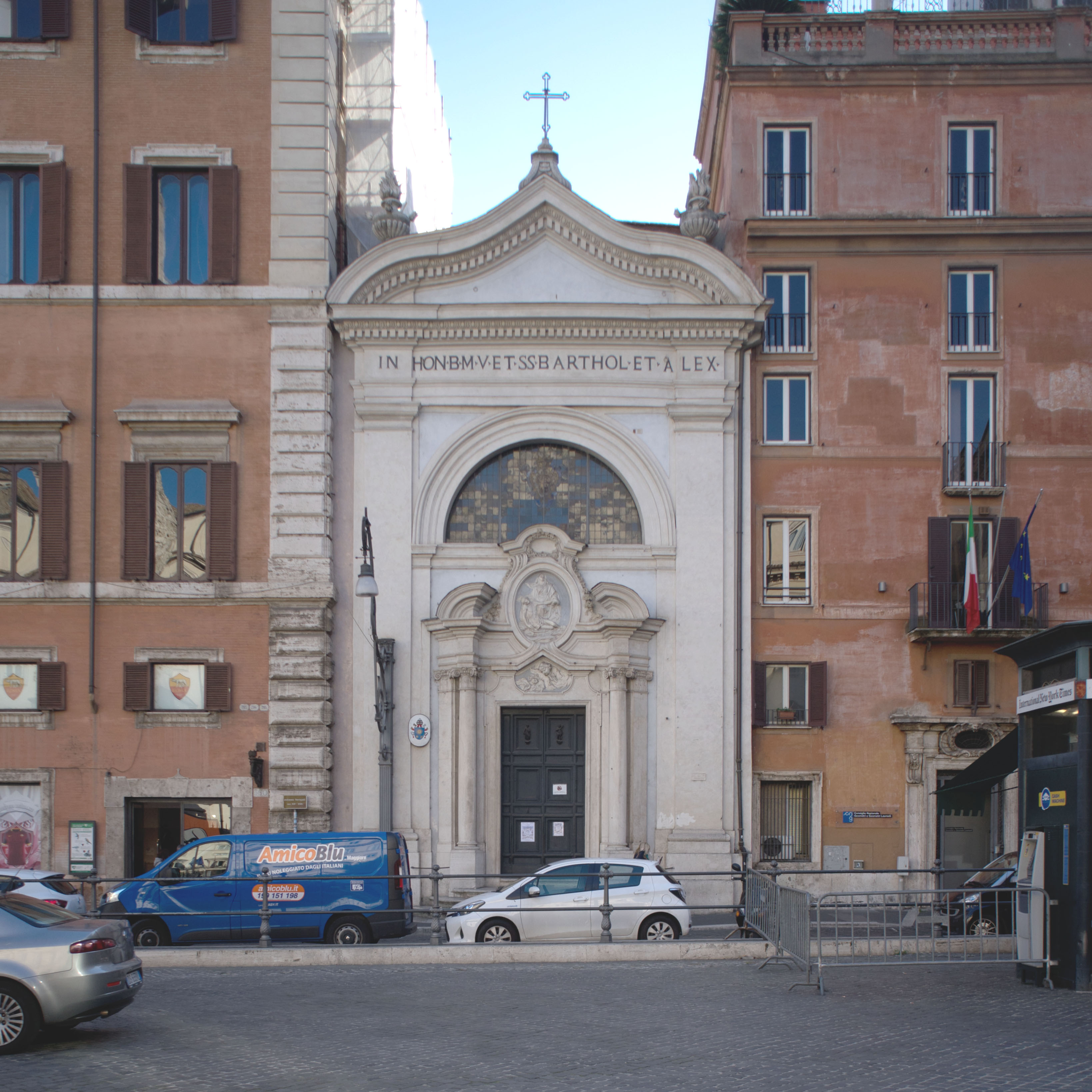
Fassade an der Piazza Colonna

Die kleine Kirche Santi Bartolomeo ed Alessandro dei Bergamaschi liegt im Zentrum Roms an der Piazza Colonna, neben dem Palazzo Ferrajoli. Sie ist den Heiligen Bartholomäus und Alexander von Bergamo geweiht und die Nationalkirche der Bergamasken in Rom.
Ursprünglich trug sie den Namen Santa Maria della Pietà, der sich auf das Relief oberhalb des Portals bezog. Die Kirche wurde 1591 von Padre Ferrante Ruiz für das Ospedale dei Pazzarelli errichtet, das erste Haus für psychisch Kranke Roms. Dieses wurde 1720 in die Via della Langara verlegt und die Kirche der Erzbruderschaft der Bergamasken (Arciconfraternita dei Bergamaschi) übergeben, die das Gebäude 1728–35 nach Entwürfen von Carlo De Dominicis (1696–1758) umbauen und eine neue Fassade errichten ließ. In der Kirche befindet sich die Grabstätte Kardinals Giuseppe Alessandro Furietti.
Heute wird die Kirche noch immer von der Erzbruderschaft unterhalten, die seit 1539 als Gemeinschaft der Bergamaschi in Rom lebt und einen Dialog zwischen den Werten, der Kultur und den Traditionen Bergamos und jenen Roms betreibt.